# Большереченский зоопарк
Большереченский зоопарк — государственный зоопарк в посёлке Большеречье, Омская область, в 200 км к северу от областного центра. Является самым северным и единственным сельским зоопарком России, а также одним из наиболее ярких природных памятников, ассоциирующихся с регионом.
Зоопарк находится на ул. Советов, 67. Площадь зоопарка — 9 га. На территории зоопарка проводятся экскурсии.А также первую среду каждого месяца (кроме: Октября,Ноября,Декабря,Января,Февраля и Марта) многодетным вход свободен.

## История зоопарка
В 1982 году в Большереченской средней школе № 2 появился живой уголок, в котором дети ухаживали за ежами, черепахами, морскими свинками и хомяками. Охотники принесли раненую косулю, утку, попавшую в сеть, маленького лисёнка. Жители Кирсановского совхоза подарили двух ишаков; совхоз «Ленинградский» — двух пони; пару верблюжат привёз Красноярский совхоз. С каждым днём число обитателей росло, и в июле 1983 года по инициативе председателя райисполкома Валерия Дмитриевича Соломатина на территории школы был образован зоопарк. Дети, занимающиеся в школьном юннатском кружке, стали охотно ухаживать за питомцами нового зоопарка.
Осенью 1984 года в зоопарке насчитывалось около 40 видов животных (хищных, копытных и птиц). В этом же году зоопарк стал называться «Зоопарк дома пионеров».
В конце 1986 года, когда коллектив зоопарка насчитывал 38 человек, зоопарк переехал с тесной школьной территории на новую в 9 гектаров в пойме речки Большая. По её берегам разместились вольеры водоплавающих птиц. Первым директором зоопарка стал выпускник Кировского сельскохозяйственного института Анатолий Вениаминович Краев. Было положено начало установлению контактов и с другими зоопарками страны: Московским, Пермским, Липецким.
1 января 1987 года Большереченскому зоопарку был присвоен статус «государственный». В сентябре 1990 года коллектив возглавил Александр Павлович Буянов. Началась организация машинно-тракторного парка, строительство новых павильонов и вольеров для содержания животных, обустройство подсобного хозяйства. Коллекция зоопарка пополнялась естественным путём и через приобретение или обмен животных.
С 1995 года и по 2010 год директором зоопарка являлся Сергей Степанович Клешков, ранее много лет проработавший ветеринарным врачом зоопарка. После него директором зоопарка стал Овчинников Сергей Борисович. В настоящее время учреждение возглавляют Сырецкая Юлия Валерьевна, при которой началась масштабная модернизация зоопарка, которую планируется завершить к 2026 году.

## Зоологическая коллекция
|               | Видов | Особей |
| ------------- | ----- | ------ |
| Млекопитающие | 69    | 234    |
| Птицы         | 54    | 333    |
| Рептилии      | 11    | 20     |
| Амфибии       | 2     | 7      |
| Рыбы          | 27    | 228    |
| Всего         | 163   | 822    |

## В культуре
В июле 2016 года о том, как в Большереченском зоопарке недоношенных амурских тигрят выкармливала собака, написало мексиканское интернет-издание El Debate.